# یورگن ویفل
یورگن ویفل (آلمانی: Jürgen Wiefel؛ زادهٔ ۱۰ مارس ۱۹۵۲) تیرانداز اهل آلمان بود.